# The Blue Hour
The Blue Hour és una pel·lícula estatunidenca dirigida i escrita per Eric Nazarian el 2007.
La pel·lícula va ser presentada per primera vegada al Festival Internacional de Cinema de Sant Sebastià el 2007.

## Argument
Éssers que es desconeixen entre si teixeixen en Los Angeles, les seves històries de mancances i esperances a The Blue Hour, sense saber que les seves vides es toquen en formes que, encara sent subtils, de vegades poden resultar molt profundes. És la recopilació d'un drama multiètnic, una pel·lícula que explora les connexions entre una muralista de grafit mexicana, un armeni reparador de càmeres, un afroamericà guitarrista de Blues i un jubilat anglès que viu a prop del riu Los Angeles.Happy és una adolescent amb talent, muralista de grafiti, que té com a passió la pintura en aerosol i el Hip Hop. El lloc on esvdeixa anar amb el seu art és a la vora del riu Los àngels. Mentre pinta un mural de la seva emblemàtica Pallassa ―una dona pallasso de cara trista―, ensopega amb Sal, un rodamón mentalment discapacitat que intenta fer contacte amb ella.
Impossibilitat per comunicar-se amb Happy, Sal es creua en el seu camí amb Avo, un reparador de càmeres antigues que viu amb la seva esposa Allegra en la riba est del riu. L'apartament de la parella queda amb vista cap a Pallassa, el mural de Happy, a prop del lloc on fa poc es va ofegar Heidi, la seva filla de quatre anys. Avo i Allegra no es parlen des de la mort de Heidi. Mentre Happy treballa amb Pallassa, Avo intenta reconciliar-se amb la seva esposa en mig de la tragèdia familiar.
A una illa de cases de l'apartament d'Avo està Ridley, un guitarrista de Blues que intenta obrir-se camí en un vell hotel al costat del riu. Ha tornat a Los Angeles temporalment per cuidar la seva mare. Una nit Ridley escolta una enigmàtica veu que surt d'algun lloc de l'hotel; atret per la seva misteriosa presència, Ridley decideix descobrir l'origen d'aquella veu i es topa amb Sal, en mig d'un accident en el qual el culpable fuig.
Humphrey és un jubilat que viu en un apartament amb vista a "les illes" al riu. Un matí es desperta amb els crits de Sal. Havent perdut fa poc la seva esposa Ethel, Humphrey passa els dies dinant al costat de la seva tomba, a pocs passos del lloc on descansa Heidi i on ell veu Allegra. Sense saber quan arribarà la seva hora, Humphrey s'adapta a la seva vida quotidiana, creuant-se en el seu camí amb Happy, mentre deambula pel veïnat a la vora del riu.Connectant perifèricament a cada personatge mitjançant el riu Los Angeles, The Blue Hour explora els llaços subtils i els sentiments humans comuns entre estranys, en un ambient aparentment desconnectat.

## Repartiment
- Alyssa Milano: Allegra
- Yorick van Wageningen: Avo
- Emily Rios: Happy
- Derrick O'Connor: Humphrey
- Clarence Williams III: Ridley
- Paul Dillon: Sal
- Sophia Malki: Heidi
- Rachel Miner: Julie
- Sarah Jones: Ethel, de jove
- Eric Burdon: cantant del bar